# 皮安謝峰

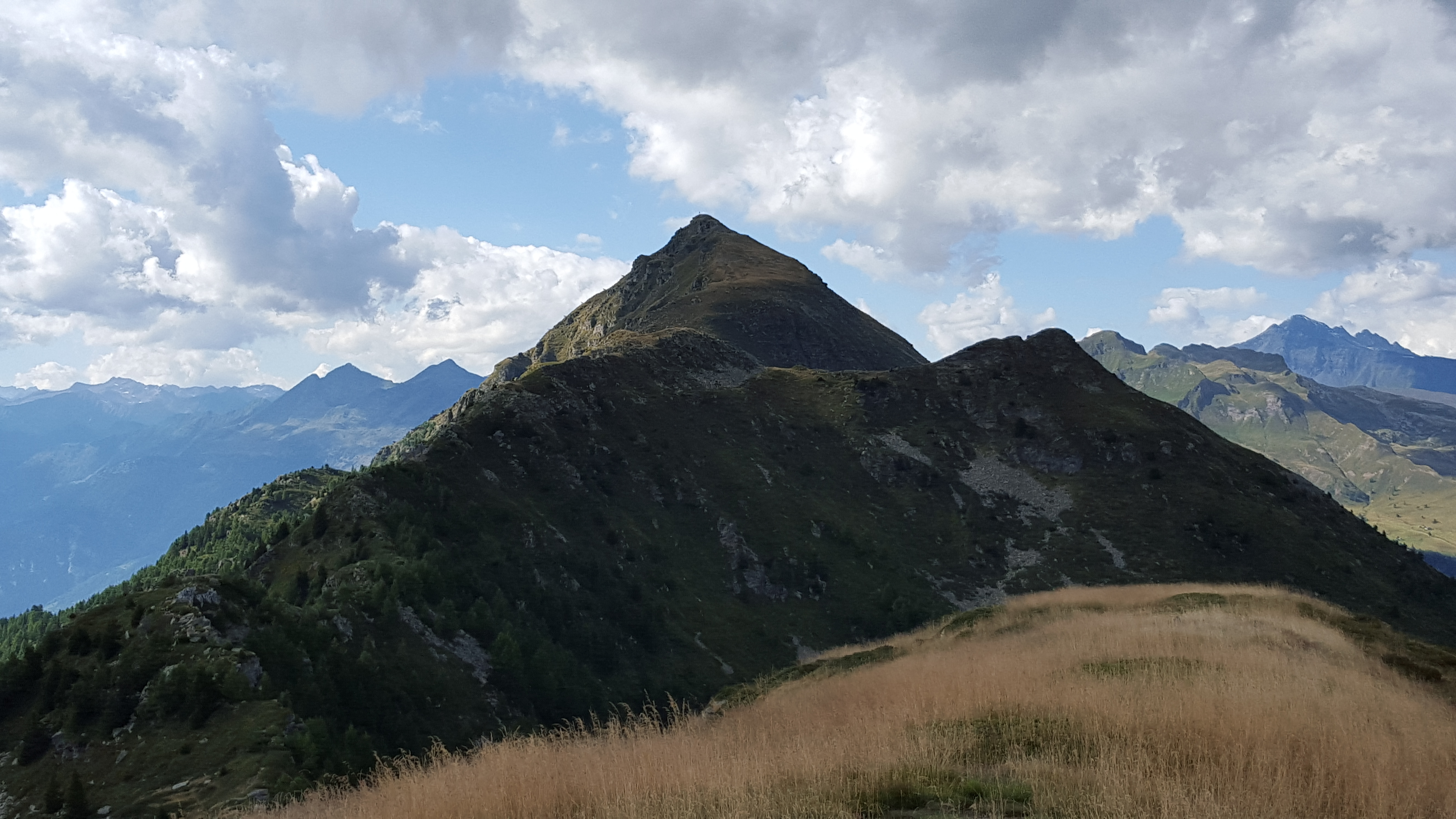

46°25′52″N 8°54′15″E / 46.43122°N 8.90417°E
皮安謝峰（德語：Pizzo Pianché），是瑞士的山峰，位於該國南部，由提契諾州負責管轄，屬於阿杜拉阿爾卑斯山脈的一部分，距離埃拉峰0.5公里，海拔高度2,228米，每年平均降雨量2,204毫米。